# Диоп, Серин
Мор Серин Диоп (фр. Mor Serigne Diop; 29 сентября 1988, Париж, Франция) — французский футболист, полузащитник.

## Биография
Диоп выступал в профессиональной лиге Франции, а после играл за английский «Лестер Сити», но там не попадал в основной состав.
В августе 2006 года побывал на просмотре в донецком «Металлурге». В октябре 2006 года, будучи клиентом агента Дмитрия Селюка, присоединился к алчевской «Стали», где тренером был Тон Каанен и в команде было большое количество иностранцев. В чемпионате Украины дебютировал 29 октября 2006 года в матче против одесского «Черноморца» (2:1), на 44 минуте он отметился голом в ворота Виталия Руденко. По итогам сезона 2006/07 «Сталь» заняла последнее, 16 место в Высшей лиге и вылетела в Первую лигу. Всего в Высшей лиге Диоп провёл 11 матчей и забил 1 гол, в молодёжном чемпионате он сыграл 6 игр.
Летом 2007 года перешёл в донецкий «Металлург», но выступал в молодёжном первенстве, где провёл 14 матчей и забил 3 гола. В январе 2008 года подписал двухлетний контракт с киевским «Арсеналом». И сразу же был отдан в аренду бельгийскому «Жерминаль Беерсхоту». Диоп провёл всего 1 матч в Лига Жюпиле 29 марта 2008 года против «Вестерло» (0:2), Серин вышел на 76 минуте вместо Кинг Осея Гьяна.
После играл за кипрский «Аполлон», но основным игроком стать не смог и был арендован клубом ПАЕЕК. В сезоне 2007/08 ПАЕЕК стал победителем Третьего дивизиона Кипра. В 2009 году выступал за испанскую «Эивисса-Ибиса», команда выступала в Сегунде B. Всего за клуб он сыграл 9 матчей и забил 2 гола (дубль в ворота «Алькояно»).
В октябре 2009 года стал игроком английского «Дарлингтона», по приглашению тренера Стива Стонтона. Во Второй лиги Англии 2009/10 он провёл 23 матча и забил 2 гола (в ворота «Челтнем Тауна» и «Шрусбери Таун»). Также Диоп отличился забитым голом 7 ноября 2009 года в Кубке Англии в выездном матче против «Барнета» (3:1), на 73 минуте в ворота Джейка Коула. В конце сезона с ним был досрочно разорван контракт и он покинул клуб в статусе свободного агента.

## Достижения
- Победитель Третьего дивизиона Кипра (1): 2007/08